# Liste von Seen in Deutschland/A
| Name                  | Stadt/Gemeinde/Landkreis              | Land                   | Fläche in km²               |
| --------------------- | ------------------------------------- | ---------------------- | --------------------------- |
| Aabachsee             | Kreis Paderborn                       | Nordrhein-Westfalen    | 1,8                         |
| Aalkistensee          | Enzkreis                              | Baden-Württemberg      | 0,136                       |
| Aalsee                | Alt Schwerin                          | Mecklenburg-Vorpommern |                             |
| Aartalsperre          | Lahn-Dill-Kreis                       | Hessen                 | 0,57                        |
| Aasee                 | Bocholt                               | Nordrhein-Westfalen    | 0,32                        |
| Aasee                 | Ibbenbüren                            | Nordrhein-Westfalen    | 0,15                        |
| Aasee                 | Münster                               | Nordrhein-Westfalen    | 0,402                       |
| Abtsdorfer See        | Saaldorf-Surheim/Berchtesgadener Land | Bayern                 | 0,84                        |
| Accumer See           | Schortens                             | Niedersachsen          | 0,3                         |
| Achterdieksee         | Bremen                                | Bremen                 | 0,76                        |
| Achernsee             | Achern                                | Baden-Württemberg      |                             |
| Achtersee             | Kreis Ostholstein                     | Schleswig-Holstein     | 0,035                       |
| Achterdieksee         | Bremen                                | Bremen                 | 0,076                       |
| Adolfosee             | Hückelhoven                           | Nordrhein-Westfalen    | 0,166                       |
| Affolderner See       | Landkreis Waldeck-Frankenberg         | Hessen                 | 1,65                        |
| Aggertalsperre        | Oberbergischer Kreis                  | Nordrhein-Westfalen    | 1,5                         |
| Ahauser Stausee       | Olpe                                  | Nordrhein-Westfalen    | 0,54                        |
| Ahlftener Flatt       | Soltau                                | Niedersachsen          |                             |
| Ahrensdorfer See      | Ahrensdorf                            | Brandenburg            | 0,11                        |
| Ahrensdorfer Teiche   | Ahrensdorf                            | Brandenburg            |                             |
| Aindlinger Baggersee  | Todtenweis/Aichach-Friedberg          | Bayern                 | 0,09                        |
| Alatsee               | Füssen/Ostallgäu                      | Bayern                 | 0,12                        |
| Alberssee             | Lippstadt                             | Nordrhein-Westfalen    | 0,23                        |
| Albrechtshainer See   | Leipzig                               | Sachsen                | 0,24                        |
| Alfsee                | Osnabrück                             | Niedersachsen          | 2,2                         |
| Allersee              | Wolfsburg                             | Niedersachsen          | 0,29                        |
| Allner See            | Hennef                                | Nordrhein-Westfalen    | 0,10                        |
| Alpsee                | Schwangau/Ostallgäu                   | Bayern                 | 0,88                        |
| Alter Wochowsee       | Storkow                               | Brandenburg            |                             |
| Altdöberner See       | Altdöbern                             | Brandenburg            | Bei Fertigstellung 2017 8,8 |
| Altmühlsee            | Muhr am See/Weißenburg-Gunzenhausen   | Bayern                 | 4,5                         |
| Altsee                | Bersenbrück                           | Niedersachsen          |                             |
| Altwarmbüchener See   | Hannover/Isernhagen                   | Niedersachsen          | 0,48                        |
| Ammersee              | Gemeindefrei, Landsberg am Lech       | Bayern                 | 46,6                        |
| Ampersee              | Olching/Fürstenfeldbruck              | Bayern                 | 0,09                        |
| Angermunder See       | Düsseldorf                            | Nordrhein-Westfalen    |                             |
| Arendsee              | Arendsee                              | Sachsen-Anhalt         | 5,14                        |
| Arenholzer See        | Schleswig                             | Schleswig-Holstein     | 0,82                        |
| Arkenberger Baggersee | Berlin                                | Berlin                 | 0,11                        |
| Arlesheimer See       | Freiburg                              | Baden-Württemberg      | 0,229                       |
| Aschbachsee           | Niederstetten                         | Baden-Württemberg      |                             |
| Äschmatt-See          | Rheinau                               | Baden-Württemberg      |                             |
| Attersee              | Osnabrück                             | Niedersachsen          | 0,06                        |
| Auensee               | Bonn                                  | Nordrhein-Westfalen    |                             |
| Auensee (Kissing)     | Kissing/Aichach-Friedberg             | Bayern                 | 0,18                        |
| Auensee               | bei Leipzig                           | Sachsen                | 0,12                        |
| Auesee                | Wesel                                 | Nordrhein-Westfalen    | 1,81                        |
| Außenalster           | Hamburg                               | Hamburg                | 1,64                        |
| Autobahnsee           | Augsburg                              | Bayern                 | 0,17                        |
| Autobahnsee (Reckahn) | Reckahn                               | Brandenburg            |                             |